# Tunnel Gernsbach
Der Tunnel Gernsbach ist ein 1527 m langer Straßentunnel, in dem die B 462 das Stadtzentrum von Gernsbach im Nordschwarzwald unterquert. Der zweispurige Gegenverkehrstunnel verläuft in Nord-Süd-Richtung parallel zum Fluss Murg, teils unterhalb dessen Wasserspiegels. Das nördliche Tunnelportal liegt am Ortseingang von Gernsbach in Höhe der Papierfabrik Glatfelter, das Südportal am Fußballplatz unterhalb von Scheuern.

## Bau
Der Tunnel wurde von 1992 bis 1997 gebaut, Eröffnung war am 6. Oktober 1997. Von der Gesamtlänge wurden 1230 m von Norden her in bergmännischer Bauweise (Neue Österreichische Tunnelbauweise) und im Sprengvortrieb erstellt, knapp 300 m in offener Bauweise. Dazu kommen insgesamt knapp 300 m Trogstrecke an den Tunneleinfahrten. Im Bereich der Loffenauer Straße geht der Fels vom Rotliegend in den nach Süden ansteigenden Forbachgranit über.
Im Tunnelverlauf gab es neben zwei beidseitigen Nothaltebuchten zunächst einen einzigen Notausgang etwas südlich der Tunnelmitte, der über eine Treppe hinauf zum Tunnel-Betriebsgebäude im Gernsbacher Blumenweg führt.

## Sanierung und Nachrüstung
Am 13. Januar 2004 wurde der Tunnel bei einem Hochwasser der Murg durch am Nordportal einfließendes Wasser bis zu 2,40 m tief überschwemmt und musste anschließend wochenlang für Sanierungsarbeiten gesperrt werden.
Im Januar 2007 informierte das Regierungspräsidium Karlsruhe über Planungen zu einer umfassenden Nachrüstung des Tunnels. Es sollten Tunnellüftung, Beleuchtung, Sicherheits- und Kommunikationseinrichtungen sowie Energieversorgung und Notausgänge ergänzt oder verbessert werden. Noch im gleichen Jahr wurden die zu beseitigenden Mängel auch beim ADAC-Tunneltest an die Öffentlichkeit gebracht. Kritisiert wurden Defizite bei Flucht- und Rettungswegen, Lüftung und Notfallmanagement sowie der Gegenverkehr und der große Anteil an Lkw. Nach mehreren Verzögerungen wurde vom 1. Oktober 2012 bis 28. April 2013 in einem ersten Bauabschnitt der Nachrüstung die Sicherheitstechnik erneuert. Der Tunnel war zu diesem Zweck gesperrt. Im September 2019 begann der Bau von vier zusätzlichen Fluchttreppenhäusern. Die Nachrüstungsarbeiten endeten im Juli 2024 nach einer zweimonatigen Vollsperrung zur Erneuerung der Betriebstechnik.